# Oxybelis
Genre
Oxybelis est un genre de serpents de la famille des Colubridae.

## Répartition
Les espèces de ce genre se rencontrent dans le sud de l'Amérique du Nord, en Amérique centrale et en Amérique du Sud.

## Description
Bien que ressemblant beaucoup aux serpents asiatiques du genre Ahaetulla, ils ne sont pas du tout apparentés et ne sont qu'un exemple de convergence évolutive.

## Liste des espèces
Selon The Reptile Database (13 mars. 2012) :
- Oxybelis aeneus (Wagler, 1824)
- Oxybelis brevirostris (Cope, 1861)
- Oxybelis fulgidus (Daudin, 1803)
- Oxybelis wilsoni Villa & Mccranie, 1995

## Publication originale
- Wagler, 1830 : Natürliches System der Amphibien, mit vorangehender Classification der Säugetiere und Vögel. Ein Beitrag zur vergleichenden Zoologie. 1.0. Cotta, München, Stuttgart and Tübingen, p. 1-354 (texte intégral).